# Cult Energy Pro Cycling

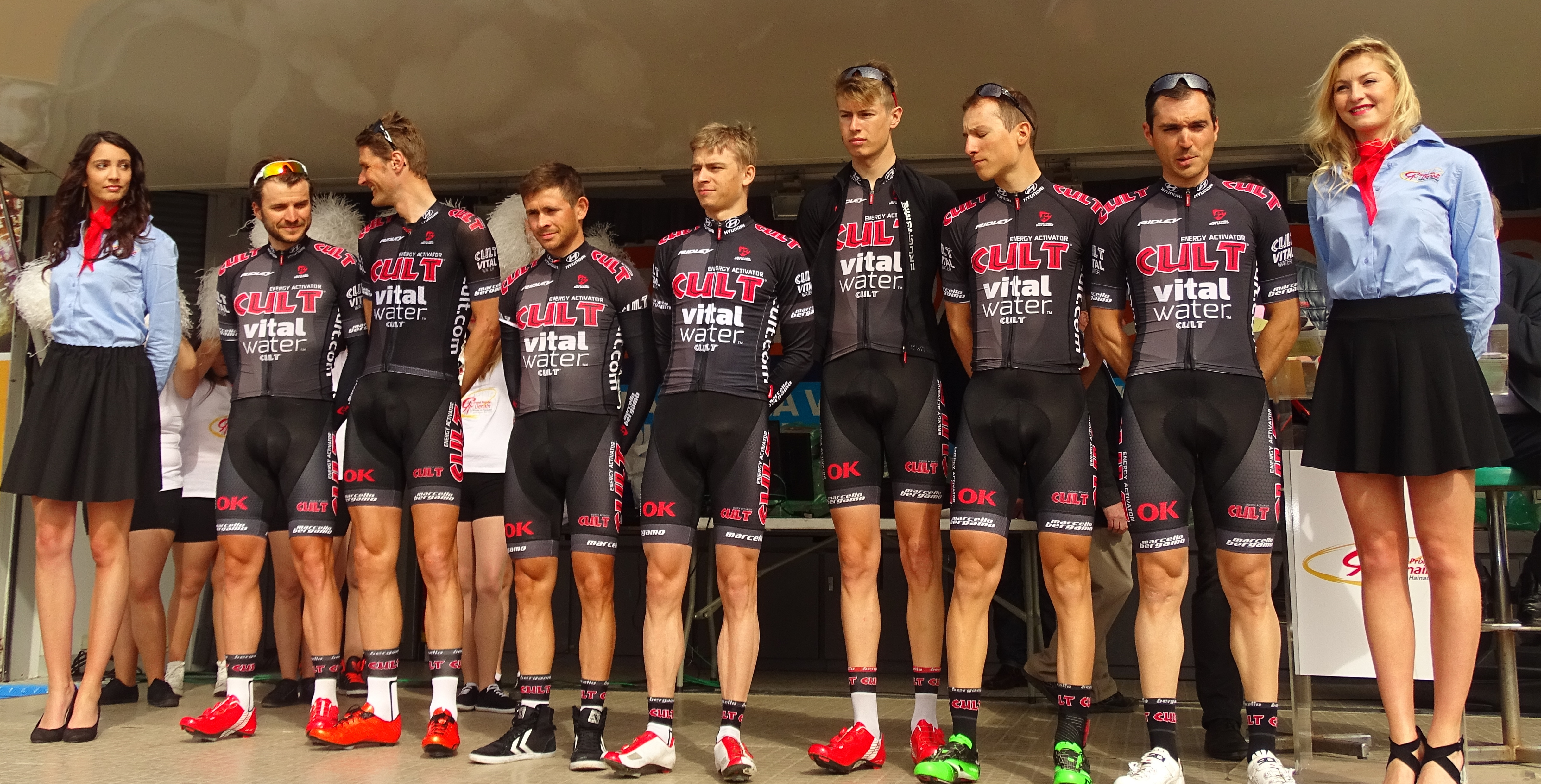
L'equip al 2015

El Cult Energy Pro Cycling (codi UCI: CLT) va ser un equip ciclista danès professional en ruta que va competir del 2000 al 2015, i va tenir categoria Continental Professional.
L'equip es va fundar el 2000 amb el nom de Cycling Horsens. El 2001 Glud & Marstrand va agafar el relleu com patrocinador principal, patrocini que va durar dotze temporades. A partir del 2013 el patrocini principal és de Cult Energy, una empresa dedicada a l'elaboració de begudes energètiques. Des del 2015 l'equip està en la categoria Professional Continental, després d'estar durant tota la seva història a tercera divisió i ser de categoria continental des del 2005.
Després de la temporada de 2015 va desaparèixer al fusionar-se amb l'equip alemany Stölting, que va prendre el nom de Stölting Service Group, però amb majoria de ciclistes del Cult Energy.

## Principals resultats
- Fletxa del sud: Lasse Bøchman (2010, 2011), Michael Valgren (2013)
- Istrian Spring Trophy: Magnus Cort Nielsen (2014)
- Destination Thy: Magnus Cort Nielsen (2014)
- Ronda de l'Oise: Magnus Cort Nielsen (2014)
- Volta a Luxemburg: Linus Gerdemann (2015)
- Velothon Wales: Martin Mortensen (2015)

### Campionats nacionals
- Campionat de Dinamarca en ruta: 2012 (Sebastian Lander)
- Campionat de Suècia en contrarellotge: 2015 (Gustav Larsson)

## Classificacions UCI
Fins al 1998 els equips ciclistes es trobaven classificats dins l'UCI en una única categoria. El 1999 la classificació UCI per equips es dividí entre GSI, GSII i GSIII. D'acord amb aquesta classificació els Grups Esportius I són la primera categoria dels equips ciclistes professionals. La següent classificació estableix la posició de l'equip en finalitzar la temporada.
| Temporada | Classificació per equips | Millor ciclista en la classificació individual |
| --------- | ------------------------ | ---------------------------------------------- |
| 2000      | 14è (GSIII)              | Michael Skelde (479è)                          |
| 2001      | 25è (GSIII)              | Stig Dam (1457è)                               |
| 2002      | 31è (GSIII)              | Jacob Nielsen (903è)                           |
| 2003      | 28è (GSIII)              | Goran Jensen (838è)                            |
| 2004      | 40è (GSIII)              | Søren Petersen (813è)                          |

A partir del 2008 l'equip s'incorpora als circuits continentals de ciclisme i en particular l'UCI Amèrica Tour, l'UCI Àsia Tour i l'UCI Europa Tour.
UCI Amèrica Tour
| Temporada | Classificació per equips | Millor ciclista en la classificació individual |
| --------- | ------------------------ | ---------------------------------------------- |
| 2009      | 38è                      | Christopher Juul Jensen (296è)                 |
| 2010      | 29è                      | Christopher Juul Jensen (185è)                 |
| 2011      | 21è                      | Christopher Juul Jensen (47è)                  |
| 2012      | 33è                      | Patrick Clausen (176è)                         |

UCI Àsia Tour
| Temporada | Classificació per equips | Millor ciclista en la classificació individual |
| --------- | ------------------------ | ---------------------------------------------- |
| 2005      | 31è                      | Jacob Nielsen (91è)                            |
| 2006      | 25è                      | Michael Berling (106è)                         |
| 2007      | 45è                      | Jacob Nielsen (245è)                           |
| 2008      | 29è                      | Kim Nielsen (102è)                             |
| 2009      | 44è                      | Jacob Nielsen (155è)                           |
| 2010      | 58è                      | Troels Vinther (241è)                          |
| 2011      | 44è                      | Daniel Foder (111è)                            |

UCI Europa Tour
| Temporada | Classificació per equips | Millor ciclista en la classificació individual |
| --------- | ------------------------ | ---------------------------------------------- |
| 2005      | 86è                      | Lasse Bøchman (556è)                           |
| 2006      | 81è                      | Roy Hegreberg (476è)                           |
| 2007      | 83è                      | Lasse Bøchman (401è)                           |
| 2008      | 91è                      | Michael Berling (593è)                         |
| 2009      | 83è                      | Michael Berling (383è)                         |
| 2010      | 39è                      | Lasse Bøchman (157è)                           |
| 2011      | 38è                      | Troels Vinther (91è)                           |
| 2012      | 31è                      | André Steensen (58è)                           |
| 2013      | 25è                      | Michael Valgren (66è)                          |
| 2014      | 13è                      | Magnus Cort Nielsen (4t)                       |
| 2015      | 15è                      | Rasmus Guldhammer (22è)                        |